# Ait Hani
Aït Hani är en kommun i Marocko.   Den ligger i provinsen Tinghir och regionen Drâa-Tafilalet, 280 km söder om huvudstaden Rabat. Antalet invånare är 9 577.